# Порай (гмина)
Порай (пол. Poraj) — сельская гмина (волость) в Польше, входит как административная единица в Мышкувский повет, Силезское воеводство. Население — 10 605 человек (на 2004 год).

## Демография
| Перепись                       | Всего   | Всего | Женщины | Женщины | Мужчины | Мужчины |
| ------------------------------ | ------- | ----- | ------- | ------- | ------- | ------- |
| Единицы                        | человек | %     | человек | %       | человек | %       |
| Население                      | 10 605  | 100   | 5522    | 52,1    | 5083    | 47,9    |
| Плотность населения (чел./км²) | 181,2   | 181,2 | 94,3    | 94,3    | 86,8    | 86,8    |

## Сельские округа
1. Хоронь
2. Дембовец
3. Гензын
4. Ястшомб
5. Кузница-Стара
6. Маслоньске
7. Порай
8. Жарки-Летниско

## Соседние гмины
1. Гмина Каменица-Польска
2. Гмина Козегловы
3. Мышкув
4. Гмина Ольштын
5. Гмина Жарки